# Свакопмунд — Виндхук (железнодорожная линия)
Свакопмунд — Виндхук — узкоколейная железнодорожная линия в Намибии, соединящие две конечные станции — Свакопмунд и Виндхук. Использовалась до 1990 года. Строительство линии началось в сентябре 1897.
После того, как были созданы несколько других железнодорожных линий, соединящих эти два города, «Свакопмунд — Виндхук» была закрыта и в настоящее время также не используется.

## 600-миллиметровая узкоколейная железная дорога

### Строительство
Когда в 1897 году после массового заболевания крупного рогатого скота чумой система сообщений была нарушена, появилась необходимость в создании новой линии, было принято решение о постройке железной дороги полевого типа, так как создание таких линий, к тому времени, уже практиковалось в Германии, как небольшое по сроку. Строительство железной дороги от вокзала Свакопмунда до столицы государства Виндхука осуществляли четыре офицера, 290 солдат, и 800 туземных рабочих. Строительство окончилось 19 июня 1902 года.

### Функционирование
Обычно за день на рельсы пускалось около 34 локомотивов, 20 остальных находились в резерве. Некоторые локомотивы были сцеплены между собой по типу «Цвиллинг».

### Распределение мест в вагонах поезда
- 7 вагонов 1 класса
- 2 вагона 2 класса
- 5 багажных вагона
- 308 грузовых (грузоподъёмность: 5 тонн)
- 83 тендеров
- 50 вагонов для рабочих

В первое время работы железнодорожной линии, путь от Свакопмунда до Виндхука занимал 9 дней. Позже он был сокращён на три, и рекордным временем пути стали два дня. Однако поезд приходилось останавливать для ночёвки в Карибибе, так как за время пути персонал сильно уставал.
Скорость движения без остановки на ночёвку составляла не более 14 км/ч.
Несмотря на своё примитивное оборудование, линия Свакопмунд — Виндхук сыграла важную роль в таких крупных событиях Германской Юго-Западной Африки, как например, подавление Восстания племён гереро и нама (1904—1905).